# 方位護法

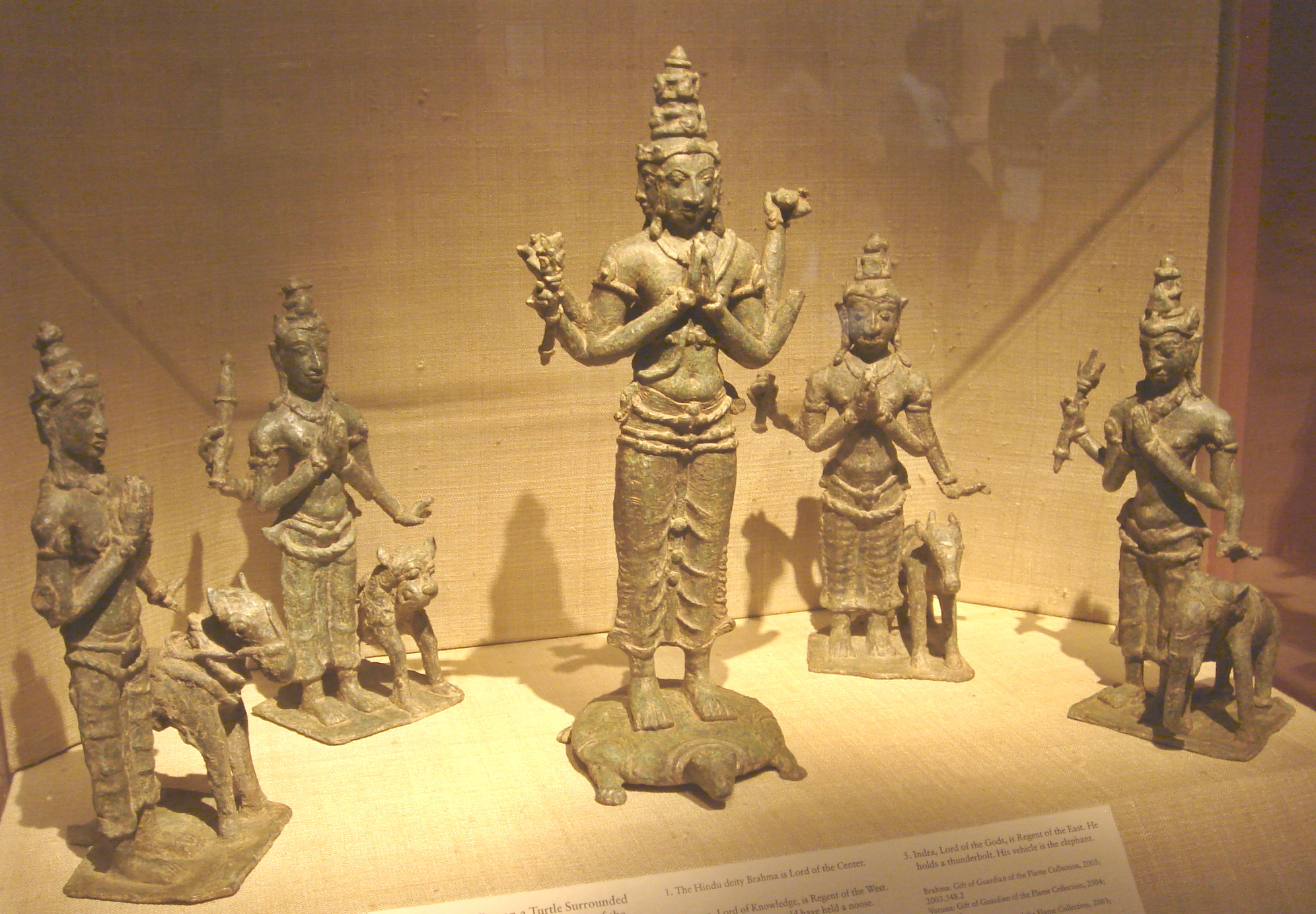
護法神

印尼的圖像

方位守護（Dikpāla / दिक्पाल）是印度教、耆那教、佛教的方位守護神。在佛教中还是正法守護（梵名：Dharmapāla）即护法。傳統上方位護法都會繪於寺廟的牆壁及天花板上，亦有寺廟或其他建築物在外牆根據記載雕刻或安放對應位置的神像。其他的经典记载的版本如阿闼婆吠陀有微小的差别，但一般以摩诃婆罗多的版本最常见。

## 摩诃婆罗多记载版本
护世四天王 - लोकपाल / Lokapāla守護四個正角（disha - 东南西北）方位，他們是：
- 阎摩（यम / Yama），位置东方（Pūrva / Prāchi / Prāk），司死者審判，掌管地獄。
- 因陀羅（इन्द्र / Indra），位置南方（Dakshina / Avāchi），司氣候/戰爭。
- 伐楼拿（वरुण / Varuna），位置西方（Paśchima / Pratīchi / Apara），司宇宙天則及海水。
- 俱毗罗（कुबेर / Kubera），位置北方（Uttara / Udīchi），司財富。

四天王常見成雙繪於墓穴入口，傳說他們在需要時能召喚異世界的精靈協助他們保護墓穴。佛教吸收了印度教的Lokapāla創立了自己的四大天王，其中北方的俱吠罗與多闻天王有較明顯的關聯性；西方的伐楼拿與广目天王同樣是率領那伽族。印度教的四天王之一因陀羅的佛教對應神祇帝釋天（Śakra）成為了佛教四大天王的侍奉對象，地位截然不同。
除了以上四個正角方位，又伸展出四個斜角方位構成合計八個方位的護法 - अष्ट-दिक्पाल / Aṣṭa-Dikpāla:
- 伊舍那（Ishana / 伊舍那天），位置東北（Īśānya），濕婆朝上方的第五個頭。
- 阿耆尼（अग्नि / Agni），位置東南（Āgneya），司火焰與淨化。
- 伐由（वायु / Vayu），位置西北（Vāyavya），司風與大氣。
- 尼利提（Nirrti / 羅剎天），位置西南（Nairṛti），司死亡。

最後梵天坐於八神的（天極）正中央上方（Urdhva），阿南塔（毗湿奴蛇的化身）於下方（Atha），十位神祇合稱Daśa-dikpāla。

## 阿闼婆吠陀记载版本
- 阿耆尼，位置东方
- 因陀羅，位置南方
- 伐楼拿，位置西方
- 苏摩，位置北方

## 广林奥义书记载版本
- 苏利耶，位置东方，太阳神
- 閻魔，位置南方
- 伐楼拿，位置西方
- 苏摩，位置北方
- 阿耆尼，位置天極上方

## 伸延閱讀
- 四大護法